# جوائز سي بي سي السينمائية

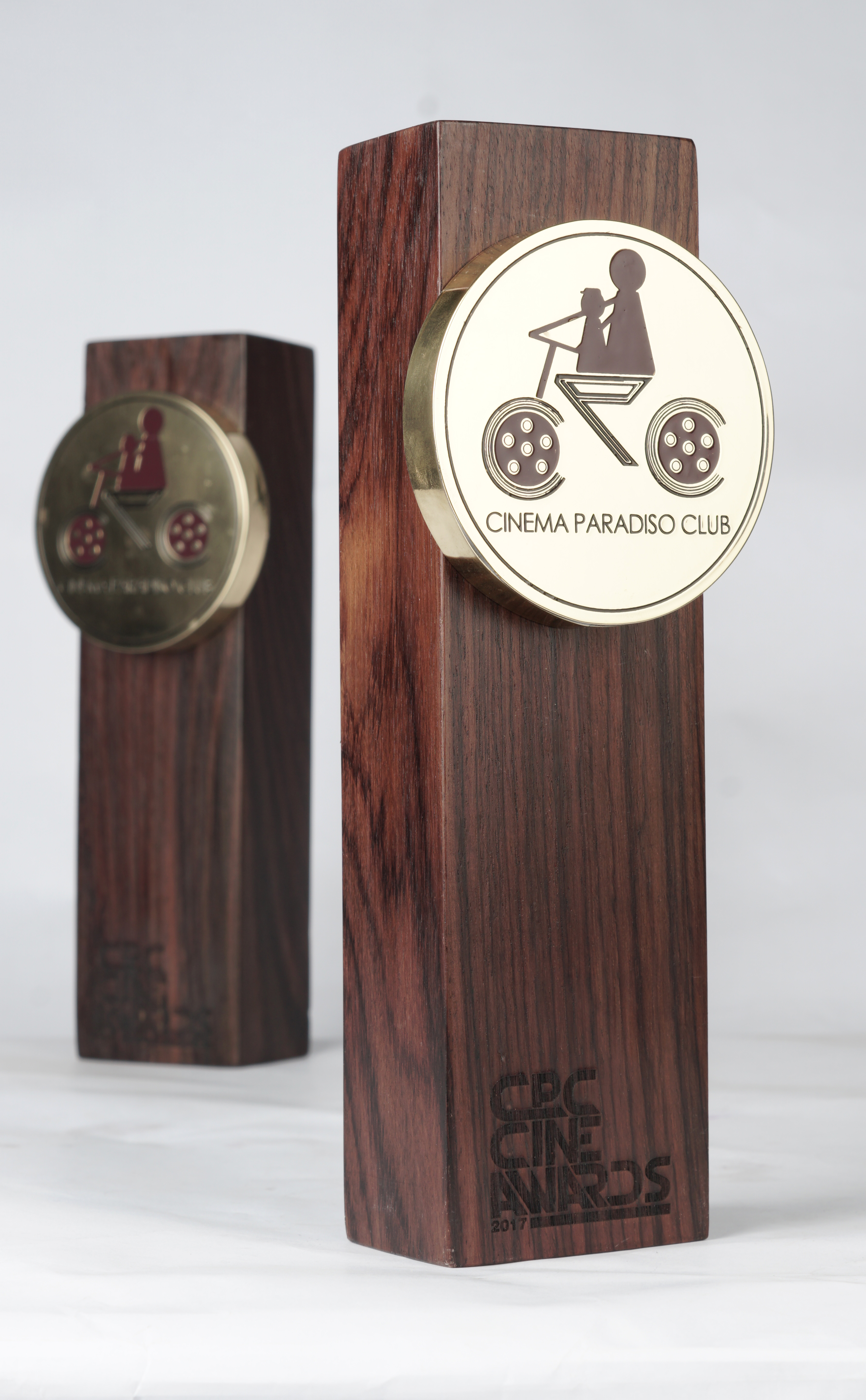
جوائز سي بي سي السينمائية

جوائز سي بي سي السينمائية (بالإنجليزية: CPC Cine Awards) (سي بي سي: نادي سينما باراديسو) حفل توزيع الجوائز السنوي للأفلام في صناعة السينما المالايالامية (اللغة التي يتحدث بها شعب المالايالي في مناطق متفرقة بالهند)، والذي يجمعه ويستضيفه نادي سينما باراديسو.

## تاريخها
شكلت مجموعة من عشاق السينما «نادي سينما باراديسو» في عام 2010 في ولاية كيرالا، بالهند. تم الإعلان عن أول جوائز سي بي سي السينمائية من مصادر جماهيرية في عام 2016 للأفلام التي تم إصدارها في عام 2015 في صناعة السينما المالايالامية. شهدت جوائز عام 2017 تغييرًا في نظام الاقتراع، حيث كان الاستطلاع مفتوحًا للجمهور. تم الإعلان عن الفائزين لعام 2017 وإعلانهم للجمهور في 27 يناير 2018، وتم الإعلان عن الفائزين بجوائز سي بي سي السينمائية 2018 في 28 يناير 2019، وتم توزيعهم في حفل أقيم في 17 فبراير 2019 في أي ام ايه هاوس بمدينة كوتشي (مدينة ساحلية رئيسية على ساحل مليبار في الهند).

## شرائح الجوائز
أفضل فيلم / أفضل مخرج / أفضل سيناريو / أفضل ممثل في دور رئيسي / أفضل ممثلة في دور رئيسي / أفضل ممثل في دور الشخصية / أفضل ممثلة في دور الشخصية / أفضل مصور سينمائي / أفضل أغنية أصلية / أفضل موسيقى تصويرية / أفضل مونتاج / أفضل تصميم إنتاج / أفضل تصميم صوتي / جائزة فخرية خاصة.

## نقد وخلافات
تم انتقاد جوائز سي بي سي السينمائية لعام 2018 لعدم تضمين الممثلين ديليب، وألينسيير لي لوبيز في الترشيحات النهائية. أعلن النادي عن استبعاد هؤلاء الممثلين من جوائز 2018 فيما يتعلق بتورطهم المزعوم في قضايا انتهاكات خطيرة ضد بعض النساء المشاركات في انتظار حكم المحكمة.

## وصلات خارجية
https://www.filmibeat.com/malayalam/news/2020/cpc-cine-awards-2019-virus-and-kumabalangi-nights-bag-the-top-honours-294457.html جوائز سي بي سي السينمائية
https://www.indiancinemagallery.net/events/cinema-paradiso-club-cpc-cine-awards-2018-photos/ جوائز سي بي سي السينمائية